# Lama Lobsang Samten
 (novembre 2019).
 (mai 2023).
Pour les articles homonymes, voir Lobsang Samten.
Lama Lobsang Samten est un moine tibétain établi au Québec et fondateur du Centre Paramita de bouddhisme tibétain du Québec

## Biographie
Lama Samten est né au Tibet, près de Lhassa, en 1965. 
À l'âge de 15 ans, il commence ses études au monastère Gaden Jangtse, où il est ordonné moine. En 1985, il fuit le Tibet pour se réfugier en Inde. Il marche et rampe la nuit, dormant le jour dans des abris de fortune. Il poursuit ses études universitaires à Mundgod, dans la province du Karnataka située dans le sud de l'Inde, est l'élève du dalaï-lama dont il est reste un proche devient gueshé. 
En 1997, il reçoit une invitation pour visiter le Québec et accepte de s'y installer en 1998. Son objectif est de partager les enseignements du Bouddha avec ceux qui le désirent et ainsi favoriser la compréhension bouddhiste au-delà des frontières culturelles et religieuses.
En 1999, Lama Samten ouvre à Québec le Centre Paramita, lié à l'école du dalaï-lama du monastère Ganden Jangtsé du Sud de l'Inde.
Lama Samten parle le français et enseigne dans la région de Québec, le Saguenay–Lac-Saint-Jean et le Bas-du-Fleuve.
Il a rédigé de nombreux ouvrages dont certains sont traduits vers l'anglais et le français.
En 2013, Lama Samten entame une série de voyages en France qui l'amène à rencontrer plusieurs personnes qui l'assistent dans le développement de ses activités sur place.
Jason Simard, un de ses élèves, est aussi son traducteur.

## Publications
- 2011, Apprendre à méditer , traduction Jason Simard, Les Impressions Stampa, 111 pages,  (ISBN 9782981155528)
- 2008, L'Essence de la Voie vers l'Éveil, traduction Jason Simard, Les Impressions Stampa, 341 pages,  (ISBN 9782981067302)